# Monolepta bengalensis
Monolepta bengalensis es una especie de insecto coleóptero de la familia Chrysomelidae.
Fue descrita científicamente en 1921 por Weise.